# Национални парк Валбона
Национални парк Валбона (алб. Parku Kombëtar Lugina e Valbonës) један је од националних паркова Албаније.

## Географија
Налази се у делу Проклетија у горњој долини реке Валбоне, у близини границе са Црном Гором. Основан је 1996. године и обухвата површину од 8.000 хектара. Најближи град је Бајрам Цури.
Налази се јужно и источно од Језерског врха, највише планине у Албанији.
Уз бокове долине налазе се шуме и кршевита брда.